# Mogurnda orientalis
Mogurnda orientalis е вид лъчеперка от семейство Eleotridae.

## Разпространение
Видът е разпространен в Папуа Нова Гвинея.